# Alpe d'Huez
Alpe d'Huez (prononciation : [al.pə d‿ɥɛz]), encore dénommée « L'Alpe d'Huez » lors des Jeux olympiques d'hiver de 1968, est une station de sports d'hiver des Alpes (Alpes du nord) située sur les anciens alpages du village d'Huez dans l'Isère à 59 km de Grenoble. Elle fait partie du massif des Grandes Rousses (3 465 m), massif alpin situé principalement sur Isère et la Savoie, au-dessus de l'Oisans.

## Géographie
Située à 1 860 mètres d'altitude, la station d'Alpe d'Huez est accessible à partir de Grenoble par la route nationale 1091 qui longe la Romanche en passant par les communes de Livet-et-Gavet et du Bourg-d'Oisans ainsi que par le Haut-Oisans en passant par le col de Sarenne. Elle est desservie pour ses clients étrangers par l'aéroport de Grenoble-Alpes-Isère.
Si la station en elle-même se trouve sur la commune d'Huez, son domaine skiable déborde sur les territoires communaux voisins avec le secteur du glacier de Sarenne sur celui du Freney-d'Oisans et celui du lac Blanc Supérieur sur celui d'Oz-en-Oisans. Ce village compte sa propre station reliée à celle d'Alpe d'Huez par les secteurs du col du Poutran et du dôme des Petites Rousses ; le village station de Villard-Reculas est relié à l'Alpe d'Huez via le Signal, celle de Vaujany est reliée à Alpe d'Huez via celle d'Oz-en-Oisans et celle d'Auris-en-Oisans l'est grâce notamment au télésiège Alpauris dans les gorges de la Sarenne.

## Histoire
Le site de l'Alpe a été occupé de manière permanente dès le Moyen Âge. À l'est de l'Alpe veti, une agglomération médiévale s'est en effet développée de la fin du XIe au XIVe siècle sous le nom de Brandes. Elle est composée d'un château, d'une église paroissiale avec cimetière, d'un village d'environ 80 habitations, de chantiers miniers de surface et souterrains ainsi que de plusieurs quartiers industriels. Ses occupants y exploitaient une mine d’argent pour le compte des dauphins de Viennois. Son exploitation permit le financement de la collégiale Saint-André de Grenoble en 1228 par Guigues VI. C'est actuellement le seul coron médiéval connu et conservé dans sa globalité, ce qui en fait un site unique en Europe, classé au titre des monuments historiques par arrêté du 6 août 1995.
Fouillé et étudié sans interruption depuis 1977 par une équipe du CNRS, ce site est inscrit au titre des monuments historiques. L'exploitation médiévale s'étendait du Gua (vallée de la Sarenne) jusqu'au lac Blanc. Ce massif faisait également l'objet d'exploitations, notamment du cuivre, depuis l'âge du bronze.
C’est également à Alpe d’Huez que le botaniste Gaston Bonnier a commencé sa flore de France en 1871.
La station s'est développée à partir des années 1920. C'est là qu'a été ouvert en 1936 le premier téléski à perches de Jean Pomagalski, créateur de la société Poma.
Lors des Jeux olympiques d'hiver de 1968, la piste de bobsleigh est construite à Alpe d'Huez, dont l'altitude permet d'assurer la bonne conservation de la glace : le départ de la piste est situé à 2 030 mètres d'altitude et son arrivée à 1 890 mètres. D'une longueur de 1 500 mètres et d'une pente moyenne de 9,33 %, elle est conçue par l'architecte italien Luciano Galli à proximité du col du Poutran. L'aménagement de la piste d'Alpe d'Huez coûte 6,7 millions de francs. C'est le pilote italien Eugenio Monti, âgé de 40 ans qui remporte la médaille d'or dans les deux épreuves de bobsleigh. Par ailleurs, avec son ensoleillement et sa capacité hôtelière, la station est également désignée pour avoir la piste de repli en ski alpin, mais cette épreuve se déroule comme prévu à Chamrousse.

## Économie

### En hiver

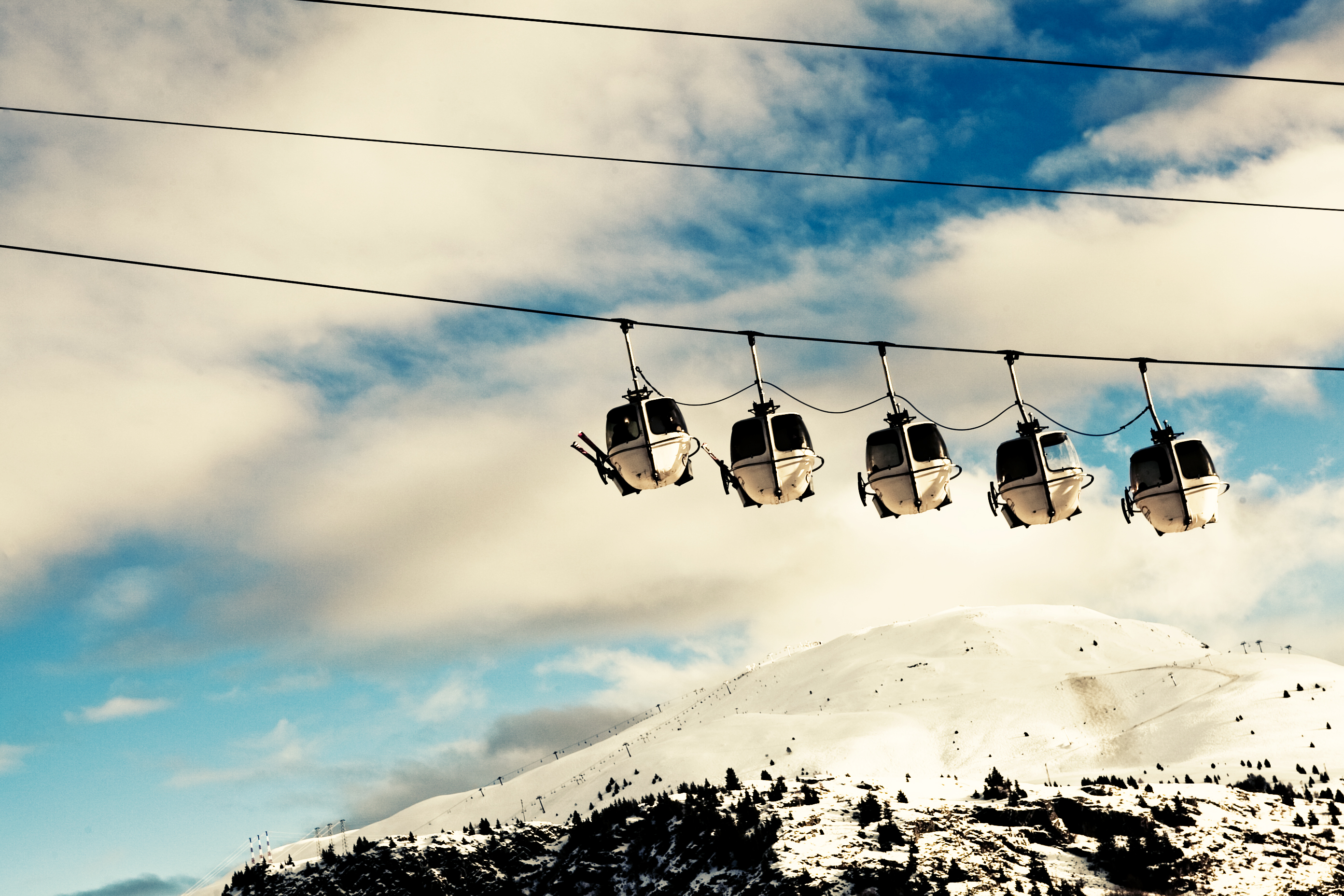
Les œufs (Poma) d'Huez (2009)

La station d'Alpe d'Huez  fait partie d'un des plus grands domaines skiables de France : Alpe d'Huez Grand Domaine Ski avec ses 250 km de pistes et ses 10 000 hectares dont 840 sont skiables, sur un dénivelé de 2 223 m (entre le pic du Lac Blanc à 3 333 m et l'Enversin d'Oz à 1 100 m), les 70 remontées mécaniques dont en particulier :
- 3 téléphériques ;
- 1 funitel ;
- 1 Double MonoCâble (DMC) sur deux tronçons ;
- 11 télécabines ;
- 16 télésièges dont 7 télésièges débrayables ;
- 6 télémixtes (mélange de sièges et cabines) ;
- 19 téléskis ;
- 12 ascenseurs et tapis.

Alpe d'Huez comporte 135 pistes balisées dont 42 vertes, 37 bleues, 39 rouges et 17 noires (dont Sarenne), mais aussi 2 snowparks, 1 ski/boardercross
L'enneigement est garanti par 1000 canons à neige couvrant 75 km de pistes.
Des hors pistes sont aussi présents sur cette station : la Combe du Loup, le Grand Sablat, Roche Melon, etc., accessibles pour les skieurs alpins de très bon niveau.
Alpe d'Huez Grand Domaine Ski s'étend sur les communes d'Auris-en-Oisans, d'Huez, d'Oz, de Vaujany, de Villard-Reculas, La Garde ainsi que du Freney-d'Oisans.
Au titre des particularités de la station, une piste noire longue d'environ 8 km qui descend de 3 330 m à 1 510 m : Sarenne.
Chaque année au mois de janvier a lieu le festival international du film de comédie de l'Alpe d'Huez. Il s'est construit une réputation et une notoriété grâce aux films qu’il a mis à l'honneur comme Bienvenue chez les Ch'tis lors de l'édition 2008.
Depuis 2019, après l'acquisition d'un contrat de 5 ans avec la station ,à chaque mois de mars a lieu le festival Tomorrowland Winter, un festival de musique électronique, qui attire à chaque éditions pas moins de 26 000 festivaliers (capacité maximale de la station).

### En été
Comme de nombreuses grandes stations, Alpe d'Huez propose en été de multiples activités, notamment autour de son palais des sports.
En général, la saison estivale commence fin juin et se termine fin août. Durant cette période, les téléphériques des Grandes-Rousses et du Pic-Blanc sont en service pour accéder aux trois tronçons (2 100 m, 2 700 m et 3 330 m). Ces derniers sont le point de départ de randonnées à pied, ou de descente à VTT dont la course de descente est appelée la Mégavalanche. Par ailleurs, depuis 2006, la station reçoit sur sa célèbre montée le triathlon Alpe d'Huez en juillet.
En 2017, la station de l'Alpe d'Huez reçoit une étape du Trophée Andros pour la vingt-et-unième fois de son histoire, la première réception de cette compétition automobile remontant à 1997.

## Culture locale et patrimoine
Alpe d'Huez possède une église moderne et originale, dont l'allure rappelle une silhouette de la Vierge Marie. Sous l'impulsion du père Jaap Reuten, curé de la paroisse de 1964 à 1992, elle fut conçue par l'architecte Jean Marol dans les années 1960 (achevée en 1970) et décorée de vitraux riches en couleurs de l'artiste Arcabas.
Cette église héberge un orgue unique au monde, en forme de main dressée vers le ciel, conçu par le compositeur Jean Guillou et le facteur d'orgues allemand Detlef Kleuker. Chaque année, des concerts sont organisés autour de cet instrument le jeudi soir, hiver comme été, ainsi que des stages d'orgue, de flûte de Pan et de chant choral l'été.
Le site archéologique de Brandes abrite le village minier des XIIe et XIVe siècles et le château de Brandes, du XIIe siècle.
La grotte Théophile: au-dessus de l'altiport se cache une cavité dans le massif métamorphique des Grandes Rousses. Elle offre un parcours aquatique et des concrétions dignes des grottes du sud de la France. Elle atteint 374 mètres de profondeur et sa rivière souterraine sort à la source de Font Morelle ,, dont l'eau est utilisée par le site archéologique de Brandes
La Maison du patrimoine de l'Oisans (ou musée d'Huez et de l'Oisans) est un musée de France qui présente depuis 2017 une maquette de la piste de bobsleigh utilisée lors des Jeux olympiques d'hiver de 1968.
Deux autres départements du musée relatent l'histoire des mines environnantes, ainsi que les évènements liés à la Résistance durant la Seconde Guerre Mondiale.

## Cyclisme

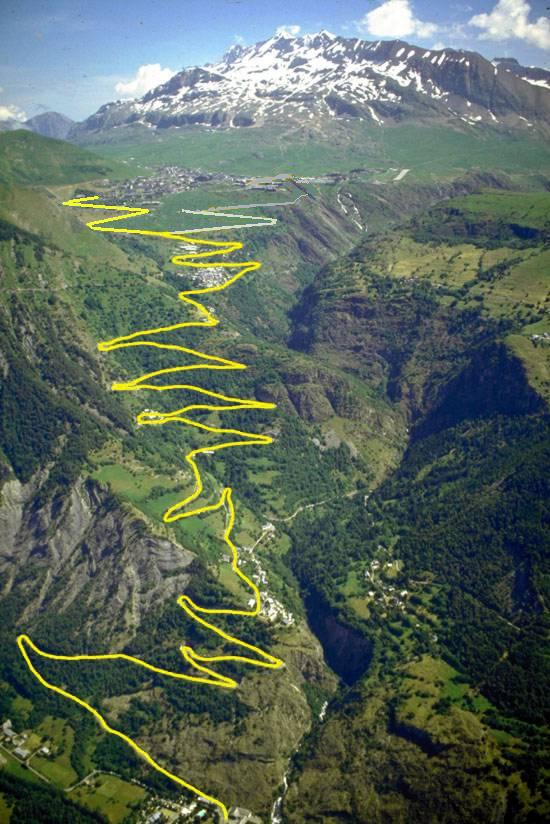
Panorama des 21 lacets.

Alpe d’Huez est une ascension des Alpes françaises. Bien qu’elle ne soit pas la plus difficile (La Plagne, Courchevel pour ne citer que des stations de ski visitées par le Tour de France offrent des montées plus ardues), les passages réguliers du Tour de France, ainsi que le caractère souvent décisif de cette étape, lui ont permis de se bâtir une notoriété internationale. Ainsi, Alpe d’Huez est très prisée par les cyclotouristes qui sont chaque jour en moyenne 300 à effectuer l’ascension. Chaque mois de juillet, la station est également le cadre de l’arrivée de la cyclosportive La Marmotte qui rassemble de 6 000 à 7 000 participants.
Le dénivelé est de 1 090 m. L'ascension présente un profil de 13,8 km à 7,9 % de moyenne. La montée d’Alpe d’Huez est constituée de 21 virages numérotés en ordre décroissant par des panneaux indicateurs (auparavant, il s’agissait de bornes pour servir de repères aux chasse-neige) et hormis un virage qui nécessite une relance, les virages constituent à chaque fois un replat. Chacun de ces panneaux rend hommage à un des grands vainqueurs de cette étape.
Le critérium du Dauphiné y a également effectué quelques passages comme lors de la 6e étape de l'édition 2010 et de la 7e étape de l'édition 2013.
Depuis 2006, l'Alpe d'HuZes (nl) est une course caritative pour collecter des fonds pour le KWF (nl), fondation néerlandaise pour la lutte contre le cancer. La course non compétitive consiste à faire la montée six fois dans un seul jour (zes signifiant six en néerlandais). Organisé annuellement par des Néerlandais pour des Néerlandais, l'Alpe d'HuZes a rapporté entre 2006 et 2019 la somme totale de près de 175 millions d'euros. La 15e édition en 2020 devait aussi accueillir des participants français, mais cette édition a été annulée à cause de la pandémie du Covid-19.

## Transports
La station est desservie par la ligne d'autocar T76 du réseau Transisère depuis Grenoble.
Alpe d'Huez possède également un altiport construit à l'occasion des 10e Jeux olympiques d'hiver de Grenoble en 1968. Il a été baptisé Henri-Giraud le 15 avril 2000 en mémoire du pilote de montagne. Il héberge notamment les hélicoptères de la Sécurité civile, du SAF et l'aéroclub du Dauphiné. Un restaurant gastronomique se trouve en bordure de la plateforme.